# Popestar
Popestar (juego de palabras en inglés que simulan la palabra Popstar, que significa estrella del pop, reemplazando Pop por Pope, que significa Papa) es el segundo EP de la banda de heavy metal sueca Ghost. Fue producido por Tom Dalgety y publicado el 16 de septiembre de 2016, por Loma Vista Recordings. La primera canción, «Square Hammer» fue estrenada el 12 de septiembre de 2016, mientras que las otras cuatro canciones son covers. La banda está haciendo una gira por Norteamérica, siguiendo el lanzamiento del EP. Todas las canciones de este EP están incluidas en la edición de lujo de Meliora.

## Recepción
Popestar aún no ha recibido muchas reseñas debido al corto tiempo desde su publicación, pero Jeremy Ulrey, del sitio web Metal Injection criticó una por una las canciones de este EP, dando como resultado final un 8/10.

## Lista de canciones
| N.º   | Título                                        | Duración |  |
| 1.    | «Square Hammer»                               | 3:59     |  |
| 2.    | «Nocturnal Me» (Cover de Echo & the Bunnymen) | 5:13     |  |
| 3.    | «I Believe» (Cover de Simian Mobile Disco)    | 4:06     |  |
| 4.    | «Missionary Man» (Cover de Eurythmics)        | 3:42     |  |
| 5.    | «Bible» (Cover de Imperiet)                   | 6:34     |  |
| 23:34 |                                               |          |  |

## Personal
Ghost
- Papa Emeritus III  – Voz
- Nameless Ghouls – Guitarra , bajo , teclado , batería , guitarra rítmica

Invitados
- Fia Kempe – Coros en «Missionary Man» y «Bible»
- Brian Reed - Armónica en «Missionary Man»

Personal técnico
- Tom Dalgety - producción
- Zbigniew M. Bielak - arte

## Posicionamiento en listas
| Lista (2016)                          | Posición pico |
| ------------------------------------- | ------------- |
| Estados Unidos (Billboard 200)        | 16            |
| Estados Unidos (Top Rock Albums)      | 1             |
| Estados Unidos (Top Hard Rock Albums) | 1             |
| Canadá (Billboard Canadian Albums)    | 7             |
| Suecia (Sverigetopplistan)            | 3             |
| Reino Unido (UK Albums Chart)         | 85            |